# 빌츠

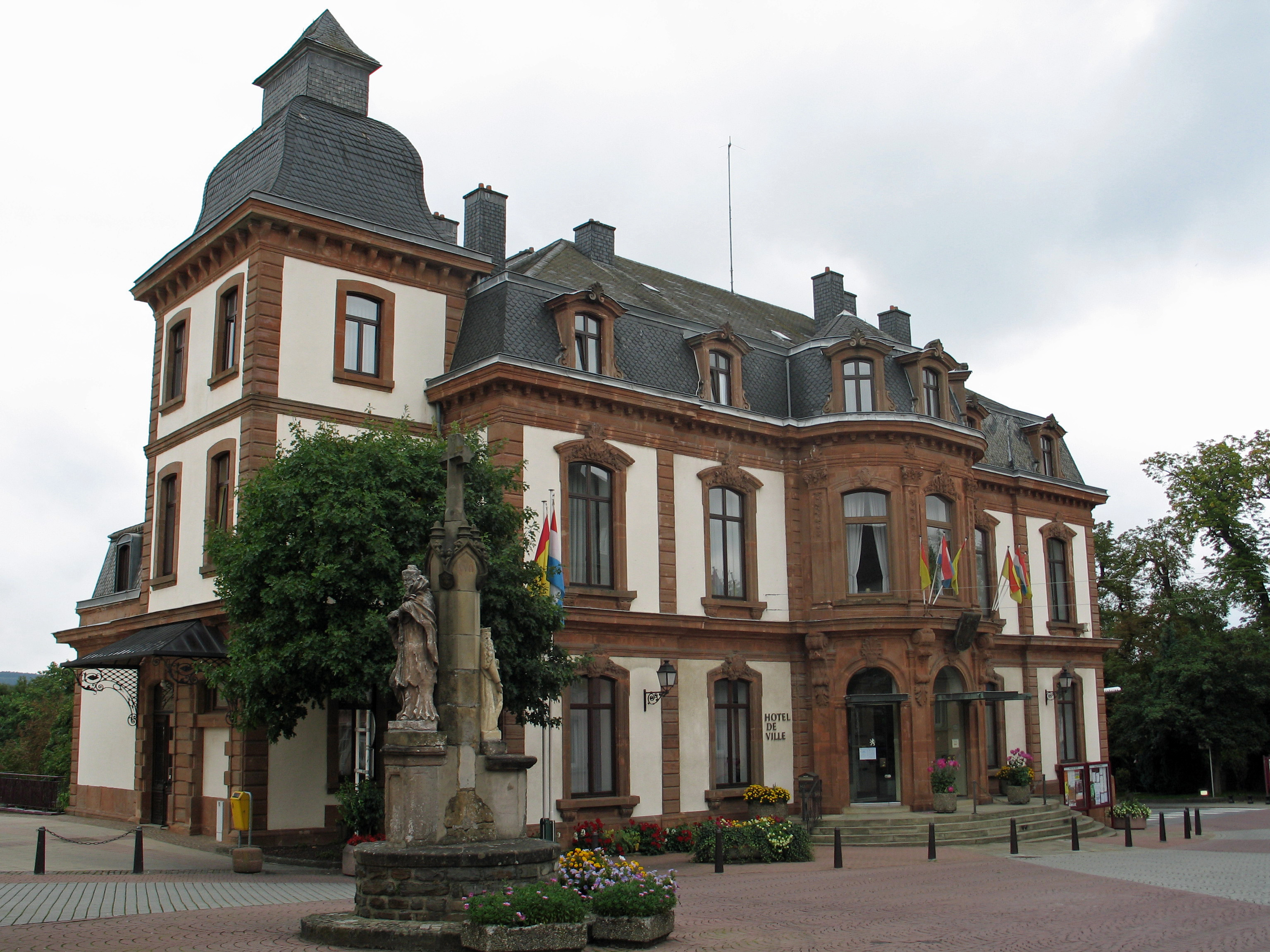
빌츠 시청

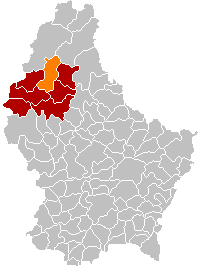
빌츠의 위치

빌츠(독일어: Wiltz, 룩셈부르크어: Wolz 볼츠)는 룩셈부르크 북서부 디키르히 구에 위치한 도시로 빌츠 주의 주도이며 면적은 39.25km2, 높이는 285 ~ 518m, 인구는 6,243명(2014년 기준), 인구 밀도는 160명/km2이다. 제2차 세계 대전 말기에 일어난 벌지 전투의 격전지 가운데 한 곳이기도 하다.

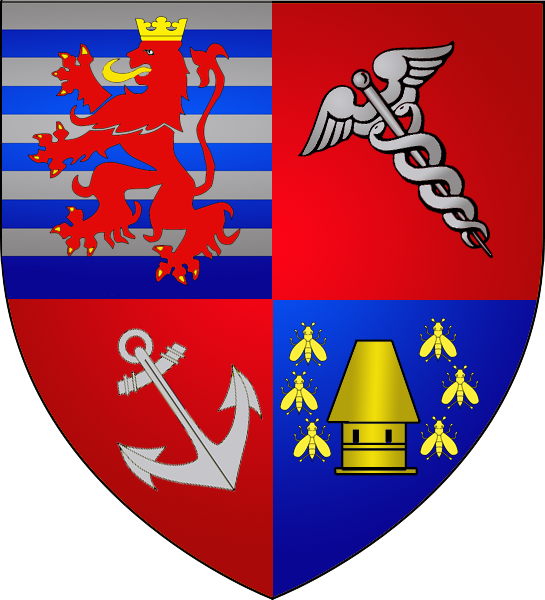
시 문장